# Grupa „Wschód”
Grupa „Wschód” (ang. The East) – amerykańsko-brytyjski thriller z 2013 roku w reżyserii Zala Batmanglijego. Wyprodukowany przez Fox Searchlight Pictures.
Premiera filmu miała miejsce 20 stycznia 2013 roku podczas Festiwalu Filmowego w Sundance. Cztery miesiące później premiera filmu odbyła się 31 maja 2013 roku w Stanach Zjednoczonych oraz 28 czerwca w Wielkiej Brytanii.

## Fabuła
Tajna agentka Sarah Moss (Brit Marling) przenika w szeregi walczącej z korporacjami grupy „Wschód”. Stopniowo zyskuje zaufanie jej członków, w tym Izzy (Elliot Page). Sytuacja komplikuje się, gdy Moss poznaje cele organizacji i zakochuje się w jej przywódcy Benjim (Alexander Skarsgård).

## Obsada
Źródło: Filmweb
- Brit Marling jako Sarah
- Alexander Skarsgård jako Benji
- Elliot Page jako Izzy
- Toby Kebbell jako Doc
- Shiloh Fernandez jako Luca
- Aldis Hodge jako Thumbs
- Danielle Macdonald jako Tess
- Hillary Baack jako Eve
- Patricia Clarkson jako Sharon
- Jason Ritter jako Tim
- Julia Ormond jako Paige Williams
- Billy Magnussen jako Porty McCabe
- Wilbur Fitzgerald jako Robert McCabe

i inni